# Góry Parnasu
Góry Parnasu. Science fiction – niedokończona powieść Czesława Miłosza wydana przez Wydawnictwo Krytyki Politycznej w 2013 r.
Utwór powstał na przełomie lat 60. i 70. XX wieku. Podstawą utworu stała się Liturgia Efraima, drukowana w 8/9 numerze paryskiej „Kultury” z 1968 r. 
Akcja afabularnej powieści składającej się z pięciu rozdziałów rozgrywa się pod koniec XXI wieku w świecie pozornej szczęśliwości opanowanym przez bezrefleksyjną konsumpcję. 
Miłosz opisuje „nowy wspaniały świat” przez pryzmat outsiderów, którzy go kontestują: Karela planującego samobójstwo, Lino Martineza, dezertera z elity Astronautów, decydującego się na życie zwykłego śmiertelnika, oraz kardynała Petro Vallergę, zgłębiającego problem wiary i religii. Centralną postacią jest Efraim, założyciel anarchistycznej gminy Parnasu.
Do kontynuowania powieści zniechęcił pisarza Jerzy Giedroyc, który krytycznie ocenił przesłany mu w 1972 r. fragment utworu. 

## Wykaz rozdziałów
- Uwagi wstępne
- Opisanie Parnasu
- Przygody Karela
- O sposobach rządzenia
- Testament kardynała
- Opowieść Astronauty

## Wybrane recenzje
- Jarzyńska Karina, Pochwała ograniczeń, czyli Miłosza próba antyutopii, „Nowa Dekada Krakowska”, 2013, nr 3, s. 130-141.
- Miklas-Frankowski Jan, „Góry Parnasu” Czesława Miłosza jako próba gnostyckiej dystopii, „Estetyka I Krytyka” 2014, nr 4, s. 29-47.
- Wierzejska Jagoda, Proroctwo wielkiej pustki, „Nowe Książki” 2013, nr 8, s. 81-82.
- Krzymianowski Grzegorz, Dyskretny urok reakcji, czyli o pożytkach płynących z „Gór Parnasu”, „ArtPAPIER” 2013, nr 11.
- Pikuła Rafał, Świat po Apokalipsie, „Polityka” 2013, nr 11, s. 80.